# Liste des abbés de Sainte-Marie de Sturzelbronn
La liste des abbés de l'abbaye Sainte-Marie de Sturzelbronn de l'ordre de Citeaux qui a été fondée en 1135 par le duc de Lorraine SimonIer.

## Liste des abbés
1. Ortlibius, cité en 1151, 1154 et 1155. L'abbé Ortlibius vient avec 12 moines et s'installent en 1143 à Sturzelbronn et fondent l'abbaye Vallis Sanctae Mariae.
2. Bertholdus, cité en 1178 et 1179.
3. Theodoricus, cité dans une donation en 1200 et en 1207.
4. Rupertus, 1222.
5. Johannes, 1244.
6. Nicolaus, cité dans une donation en 1274.
7. Laurentius, 1279.
8. Ernfridus, 1292.
9. Hugo, cité dans une vente en 1293.
10. Nicolas, 1305.
11. Hermanus, 1310.
12. Jacobus, 1314.
13. Hugo, 1317.
14. Otto, 1331.
15. Thomas, 1343.
16. Johannes, 1343.
17. Nicolaus, 1363.
18. Johannes, 1374.
19. Jacobus, 1385.
20. Heinricus, 1438. Après une lacune de 53 ans dans la chronologie des abbés. L'abbaye a été probablement détruite par les Anglais qui ont dévasté l'Alsace en 1370.
21. Reinboldus, 1442.
22. Petrus, 1445.
23. Theobaldus, 1471.
24. Heinricus, 1489.
25. Petrus, 1507.
26. Heinricus, 1524. En 1525, une troupe de paysans révoltés et gagnés par la réforme luthérienne occupent l'abbaye et brûlent la bibliothèque et les archives.
27. Sergius, 1543. In paralysi morbo existens d'après Hertzog.
28. Alexander, abbas obiit en 1538. Cité par Georges Boulangé le cite pour un transport en 1539.
29. Johannes Saarwerden, abbé en 1546.
30. Michael Meyer, abbé en 1548.
31. Valentinus Hugel, 1550.
32. Johannes Meyer, abbé en 1557.
33. Anastasius Dhur, abbé mort le 15 juillet 1576.
34. Wolffgangus Diegel, déposé sur ordre du duc de Lorraine qui désigne un abbé français à sa place. Mais les moines refusent de le recevoir. Dom Calmet donne la date de 1583.
35. Dominique Mermeny, cité dans l'inventaire de Lorraine en 1597.
36. Jacques Conrard, abbé en 1611 et 1621. L'abbaye est détruite par les Suédois en 1635.
37. Antoine-Affrican Fournier, abbé commendataire, mort en 1711. Commence la reconstruction de l'abbaye.
38. Jean-François de Mahuet, abbé entre 1711 et 1740.
39. Colin de Contrisson, abbé entre 1768 et 1791.